# خاندان گورکانیان هند
امپراتوری گورکانیان سلسله‌ای بود از اعضای امپراتوری خاندان بابر، که در فرهنگ غرب به سلسله مغولان معروف هستند. امپراتوران گورکانی از حدود سال ۱۵۲۶ تا ۱۸۵۷ میلادی حکومت کردند.
گورکانیان به عنوان شاخه‌ای از سلسله تیموریان در آسیای مرکزی به وجود آمدند که با رگه‌های خونی اضافی بورجیگین (قبیله‌ای که بر امپراتوری مغول و کشورهای جانشین آن حکومت می‌کرد) تکمیل شد. مؤسس این سلسله، بابر (متولد ۱۴۸۳)، از نوادگان مستقیم فاتح آسیایی تیمور لنگ (۱۳۳۶–۱۴۰۵) از طرف پدرش و امپراتور مغول چنگیزخان (متوفی ۱۲۲۷) از طرف مادرش، و اجداد بابر وابستگی‌های دیگری با فرزندان چنگیز از طریق ازدواج و نسب مشترک داشتند. اصطلاح «مغل» خود شکلی مشتق از «مغول» در زبان‌های عربی و فارسی است که بر خاستگاه مغولی سلسله گورکانی تأکید داشت. بسیاری از امپراتوران بعدی مغول از طریق اتحادهای ازدواج، اجداد راجپوت و ایرانی قابل توجهی داشتند، زیرا امپراتورها از راجپوت و شاهزاده‌خانم‌های ایرانی متولد شدند. اکبر مثلاً نیمه ایرانی بود (مادرش ایرانی‌اصل بود)، جهانگیر نیم راجپوت و ربع فارسی و شاه جهان سه چهارم راجپوت بود.
در طول بیشتر تاریخ امپراتوری، امپراتور به عنوان مطلق رئیس کشور، رئیس دولت و فرمانده ارتش عمل می‌کرد، در حالی که در دوران رو به زوال (۱۷۰۷–۱۸۵۷) بیشتر قدرت به سمت وزیر اعظم منتقل شد و امپراتوری به بسیاری از پادشاهی‌های منطقه‌ای و شاهزاده‌ای تقسیم شد. با این حال، حتی در دوران افول، امپراتور گورکانی همچنان بالاترین تجلی حاکمیت در شبه‌قاره هند بود. نه تنها اشراف مسلمان، بلکه رهبران مراتا، راجپوت و سیک در این مراسم برای تأیید امپراتور به عنوان حاکم هند شرکت کردند. کمپانی هند شرقی بریتانیا خاندان امپراتوری را خلع کرد و امپراتوری را در ۲۱ سپتامبر ۱۸۵۷ در جریان شورش‌های ۱۸۵۷ در هند منسوخ کرد. سال بعد بریتانیا تأسیس راج بریتانیا را اعلام کرد.
انگلیسی‌ها آخرین امپراتور بهادرشاه دوم (۱۸۳۷–۱۸۵۷) را محاکمه و محکوم کردند و سپس در سال ۱۸۵۸ او را به رانگون برمه (میانمار کنونی) تحت کنترل بریتانیا تبعید کردند.

## برای مطالعهٔ بیشتر
1. ↑  Zahir ud-Din Mohammad (10 September 2002).  Thackston, Wheeler M. (ed.). The Baburnama: Memoirs of Babur, Prince and Emperor. New York: Modern Library. p. xlvi. ISBN 978-0-375-76137-9. In India the dynasty always called itself Gurkani, after Temür's title Gurkân, the Persianized form of the Mongolian kürägän, 'son-in-law,' a title Temür assumed after his marriage to a Genghisid princess.
2. ↑  Berndl, Klaus (2005). National Geographic Visual History of the World. National Geographic Society. pp. 318–320. ISBN 978-0-7922-3695-5.
3. ↑  Dodgson, Marshall G.S. (2009). The Venture of Islam. Vol. 3: The Gunpowder Empires and Modern Times. University of Chicago Press. p. 62. ISBN 978-0-226-34688-5.
4. ↑  Jeroen Duindam (2015), Dynasties: A Global History of Power, 1300–1800, page 105 بایگانی‌شده  در ۶ دسامبر ۲۰۲۲ توسط Wayback Machine, Cambridge University Press
5. ↑  Mohammada, Malika (1 January 2007). The Foundations of the Composite Culture in India. Akkar Books. p. 300. ISBN 978-8-189-83318-3.
6. ↑  Dirk Collier (2016). The Great Mughals and their India. Hay House. p. 15. ISBN 9789384544980.
7. ↑  Sharma, S. R. (1999). Mughal Empire in India: A Systematic Study Including Source Material (به انگلیسی). Atlantic Publishers & Dist. ISBN 978-81-7156-817-8.
8. ↑  Bose, Sugata; Jalal, Ayesha (2004). Modern South Asia: History, Culture, Political Economy (2nd ed.). Routledge. p. 41. ISBN 978-0-203-71253-5.
9. ↑  Bhatia, H.S. Justice System and Mutinies in British India. p. 204.

- Asher, Catherine Ella Blanshard (2003) [First published 1992]. Architecture of Mughal India. The New Cambridge History of India. Vol. I:4. Cambridge University Press. p. 368. ISBN 978-0-521-26728-1.